# De dood van eenentwintig fietsers
De dood van eenentwintig fietsers is een verhaal van de hoorspelenserie Maskers en Mysterie. Het duurt 43 minuten en het is vertaald door Hans Herbots.

## Rolverdeling
- Anton Cogen - Bertholdi
- Dirk Van Vaerenbergh - Félicien Pécuchet

## Plot
De welgestelde industrieel Bertholdi krijgt op een dag een klein verlegen mannetje genaamd Félicien Pécuchet op zijn kantoor. De man komt eerst over zijn vrouw Marie-Claude praten met wie Bertholdi uit is geweest, maar begint uiteindelijk over een fietser die door Bertholdi is aangereden en over een geheimzinnige fotograaf die Bertholdi via Pécuchet wil chanteren.